# (5168) Jenner
(5168) Jenner est un astéroïde de la ceinture principale.

## Description
(5168) Jenner est un astéroïde de la ceinture principale. Il fut découvert le 6 mars 1986 à l'Observatoire Palomar par Carolyn S. Shoemaker et Eugene M. Shoemaker. Il présente une orbite caractérisée par un demi-grand axe de 2,34 UA, une excentricité de 0,21 et une inclinaison de 23,5° par rapport à l'écliptique.

## Compléments